# Канторович Соломон Ілліч
Соломо́н Іллі́ч Канторо́вич (1892, Катеринослав — 16 серпня 1937, Київська в'язниця) — організатор охорони здоров'я, народний комісар охорони здоров'я УСРР. Кандидат у члени ЦК КП(б)У в червні 1930 — січні 1932 р. Член ЦК КП(б)У в січні 1932 — травні 1937 р. Член ВУЦВК двох скликань.

## Біографія
Народився в родині бухгалтера.
1917 року закінчив медичний факультет Донського (Ростовського) університету.
У 1917 році працював військовим лікарем російської армії. Потім був сільським лікарем.
Член РКП(б) з 1918 року.
У 1919 році працював завідувачем віділу допомоги пораненим і хворим червоноармійцям в Народному комісаріаті соціального забезпечення УСРР, завідувачем відділу соціального забезпечення Київської губернії, до серпня 1919 року входив до складу Київського губвиконкому. У серпні 1919 року — член комітету оборони міста Києва, організатор санітарних загонів комуністичного полку. Із серпня по вересень 1919 року перебував у розпорядженні РВР 14-ї армії. З вересня по грудень 1919 року — начальник санітарної частини 45-ї стрілецької дивізії РСЧА, перебував у Тамбовській губернії.
З грудня 1919 по квітень 1920 року — завідувач відділу охорони здоров'я Київської губернії. Одночасно в грудні 1919—1920 роках — начальник санітарної частини 12-ї армії. У 1920 році — начальник санітарної частини Київського військового округу, повноважний представник РВР Південного фронту на Правобережній Україні із санітарії.
З червня 1920 по 1924 рік завідував Харківським губернським відділом охорони здоров'я. Входив в склад колегії Наркомздоров'я УСРР. До 1925 року — завідувач відділу торгівлі Харківської губернії, голова Харківської губернської планової комісії.
У 1926—1929 роках — заступник народного комісара охорони здоров'я УСРР; заступник голови виконавчого комітету Харківської окружної Ради — голова Харківської окружної планової комісії (до січня 1929 року).
З липня 1929 по березень 1937 року — народний комісар охорони здоров'я УСРР.
З 15 березня по червень 1937 року — 1-й заступник народного комісара охорони здоров'я СРСР. З червня по 22 липня 1937 року — в.о. народного комісара охорони здоров'я СРСР.
Спрямовував зусилля на організацію перших медично-санітарних частин на промислових підприємствах, санітарно-епідеміологічних станцій, колгоспних пологових будинків, щодо зниження інфекційної захворюваності, по посиленню поширення знань про санітарну культуру.
23 липня 1937 року арештований НКВС у Москві по сфальсифікованій «справі керівників Наркомздоров'я СРСР». Під час слідства етапований до Київської тюрми, де й помер 16 серпня 1937 року.
За успішне проведення заходів по боротьбі з епідеміями постановами ВУЦВК нагороджений орденом Трудового Червоного Прапора УСРР.
Посмертно реабілітований 1956 року.